# Franz Riklin
Franz Beda Riklin (ur. 22 kwietnia 1878 w St. Gallen, zm. 4 grudnia 1938 w Küsnacht) – szwajcarski lekarz psychiatra, psychoanalityk i malarz.
Był trzecim z dwanaściorga dzieci Josefa Anselma Riklina i Maria Fides Riklin-Grütter. Studiował medycynę w Genewie, Heidelbergu i Zurychu. W latach 1902–1904 był pierwszym asystentem w klinice psychiatrycznej Burghölzli u Eugena Bleulera, gdzie pracował razem z Carlem Gustavem Jungiem. W 1903 roku ukończył szkołę oficerską w Bazylei, po powrocie do Burghölzli wakująca posada pierwszego asystenta została już zajęta przez Junga. Od 1905 do 1910 pracował jako sekundariusz w kantonalnym szpitalu w Rheinau. W 1909 roku został kantonalnym inspektorem do spraw opieki nad chorymi umysłowo (kantonaler Inspektor für Irrenpflege). W tym samym roku otworzył prywatną praktykę, zorientowaną psychoanalitycznie, co czyni go jednym z pionierów psychoanalizy w Szwajcarii.
Ożenił się z Sophią Fiechter, córką lekarza z Bazylei, wnuczką Karla Gustava Junga (1794-1864). Mieli trzech synów i córkę. Najstarszy syn Franz Niklaus Riklin (1909-1969) był psychoanalitykiem jungowskim.

## Wybrane prace
- Hebung epileptischer Amnesien durch Hypnose. Journal für Psychologie und Neurologie, 1902
- Wunscherfullung und Symbolik im Marchen. Leipzig: Deuticke, 1908